# Audrey Marnay
Audrey Marnay (14 de octubre de 1980) es una actriz y modelo francesa.

## Vida y carrera
A los 15 años, Audrey Marnay entre a una agencia de modelaje en París. Un año más tarde, ella accede al rank del TOP MODEL, con 32 páginas y la portada en Vogue Italia, fotografiada por Steven Meisel. Ella ha aparecido en las páginas y portadas de Vogue, Elle, Harpers Bazaar… también fue la imagen de las principales marcas de lujo como Chanel, Versace, Lanvin, Calvin Klein, Valentin, Longchamp…
Con base en Nueva York desde hace 8 años, cumple el sueño americano. de vuelta en París, que será dirigida por Patrice Leconte, Raoul Ruiz, David Foenkinos, Stefan Liberski, Arielle Dombasle, y Cedric Klapish. En 2014, George Clooney le escoge para estar en sus “Hombres de Monumentos”.
Retorna hacia la creatividad en la moda (colecciones de cápsulas para Claudie Pierlot) diseño de joyas (Etername), canta (Alain Chamfort “Manureva”), se convierte en la musa para AIRE en sus vídeos clips, El artista francés Pierre Huygues la llama para “El Anfitrión Y La Nube”.
Audrey encuentra tiempo para los demás también, ella se convirtió en la portavoz para “Les Enfants de Bam” en 2010.
En 2016, Audrey lanza su canal de YouTube bajo su nombre, teniendo al espectador dentro de la moda, el arte, el cine, su estilo de vida y dando consejos a los demás.

## Filmografía
- Cómo se hacen sentir por Antoine Bardou-Jacquet para Aire (2001)
- Nuages Por Michel Gondry para Airear Francia (2002)
- Paraíso de bunker por Stefan Liberski Laeticia
- Mon Meilleur Ami Por Patrice Leconte (2006)
- Tony Zoreil por Valentin Potier (2007)
- "París" por Cedric Klapish (Marjolaine 2008)
- Los Hombres de Monumentos por George Clooney (2014)